# Raiden (jeu vidéo)
Pour les articles homonymes, voir Raiden.
Raiden (雷電, Raiden) est un jeu vidéo de type shoot 'em up sorti sur borne d'arcade en 1990.

## Description
Le jeu a été développé par Seibu Kaihatsu et édité par Fabtek en Amérique du Nord et en Europe, par Liang HWA Electronics à Taïwan, par IBL Corporation en Corée du Sud, par Wah Yan Electronics à Hong Kong, en Malaisie et d'autre pays.
Raiden sortira d'abord en arcade sur pcb de roms et de processeurs, manufacturé par Seibu Kaihatsu. Le succès du titre va pousser Seibu à effectuer des portages du jeu sur plusieurs machines et systèmes. Raiden prend donc son envol sous DOS, mais aussi sur FM Towns, Lynx, Jaguar, PC Engine et sous le nom de Raiden Trad (雷電伝説, Raiden Densetsu) sur Mega Drive et Super Nintendo. Le jeu a été réédité en 1997 sur PlayStation  dans le pack The Raiden Project (qui comprend aussi Raiden II). Raiden ressort sur Xbox 360 dans la compilation de Moss nommée Raiden Fighters Aces (où l'on retrouve également Raiden Fighters, Raiden Fighters 2 et Raiden Fighters Jet). Il s'agit du premier épisode de la série populaire Raiden.
Un portage sur Amiga 1200 a été initié en 1993 par Imagitec Design, mais le jeu n'a finalement jamais été commercialisé. Seul une démo jouable du premier niveau a été rendu publique.

## Scénario
En 2090, l'invasion de la Terre par une race alien, connue sous le nom de Cranassian, vient juste de s'opérer. L'armement de l'Alliance Militaire Mondiale est inefficace.
Après l'invasion, une nouvelle arme, construite sur la base d'un appareil alien endommagé et abandonné, le Raiden Supersonic Fighter Attack, est créée pour le bien de l'humanité. Les capacités de vol et d'armement sont sans communes mesures avec ce que l'homme peut créer avec son niveau de connaissance technique...
Vous avez été choisi et êtes aux commandes de cet avion supersonique surpuissant nommé Raiden, et vous devez contre-attaquer pour le salut de l'humanité ! Vous allez devoir parcourir la terre et écumer le ciel dans le but de détruire l'envahisseur aussi bien dans leurs engins terrestres que leurs escadrilles volantes. À chaque fin de niveau, un boss essaiera de vous stopper, mais vous devrez vaincre pour atteindre le boss final sur 8 missions.

## Système de jeu

### Général
Le gameplay de Raiden est assez simple. L'orientation de l'écran est vertical, le scrolling est vertical, mais la zone de jeu de jeu est un peu plus large que l'écran ce qui permet de décaler l'écran vers la gauche et vers la droite sur quelques centimètres. Les sprites sont assez gros.
Le succès de cette série s'appuie sur une très bonne jouabilité. le déplacement et le jeu est très rapide. Il bénéficie d'une bonne maniabilité. Le jeu propose un jeu en coopération à deux joueurs, dont l'un ou l'autre peut rentrer à tout moment en jeu. Comme la majorité des jeux d'arcade, les high scores sont comptabilisés.
Au niveau technique, les déplacements sont réalisés avec un joystick 8 directions, deux boutons sont disponibles, dont l'un sert pour le tir principal et le second pour les bombes.

La progression du tir Vulcan

### Raiden
Quand le jeu débute, Raiden est équipé du Vulcan au plus bas niveau. Quand le joueur perd, certains items récupérés sont expulsés. Avec la vie suivante, le joueur peut les récupérer.

### Armement
Les tirs principaux proposent 8 niveaux de puissance d'armement :
- Le Vulcan offre un tir de boules de feu larges pour balayer toute la largeur de l'écran, mais de puissance moyenne ;
- Le laser concentre toute sa puissance sur l'avant, mais son rayon d'action est étroit.

La progression du tir laser

Le tir secondaire possède 4 niveaux de puissance d'armement, fonctionnant simultanément au tir principal :
- Les missiles à tête chercheuse qui se dirigent d'eux-mêmes sur les ennemis ;
- Les missiles nucléaires simples à trajectoire rectiligne.

- L'arme secondaire est la bombe, qui peut détruire les tirs ennemis (les boules de feu) et qui bien-sûr les endommage.

### Item
- Lors de la destruction d'un ennemi, une grosse caisse ou d'un petit bâtiment, peut apparaître un item en forme de médaille qui rapporte des points. sa valeur est de 500 points.

- Le bonus de tir principal, de forme carrée, apparaît lorsqu'un ennemi (sorte de mini vaisseau mère) est détruit. Passant alternativement du rouge au bleu, il permet d'augmenter la puissance de son arme (Vulcan s'il est rouge, Laser s'il est bleu) d'un cran si le vaisseau du joueur dispose déjà de cette arme et si elle n'est pas au maximum. Si le bonus est pris s'il est pris lorsque sa couleur ne correspond pas à celle de l'arme actuelle (par exemple, le joueur attrape le bonus de couleur rouge alors que son vaisseau est armé du Laser bleu) alors l'armement du vaisseau change, mais sans gagner en puissance. Attraper le bonus "au bon moment" pour réellement gagner en puissance est un des défis du jeu. C'est particulièrement sensible lorsqu'un joueur revient en jeu après avoir été détruit, puisque le vaisseau précédent a éclaté en laissant flotter plusieurs bonus de tir rouges et bleus qui changent chacun de couleur avec un léger décalage de rythme et dont les trajectoires se recoupe fréquemment. Un joueur qui précipite sans réfléchir son vaisseau sur les bonus risque de changer plusieurs fois de tir principal (rouge, bleu, rouge...) mais sans gagner en puissance.

- Le bonus de tir secondaire peut apparaître lorsqu'un ennemi, une grosse caisse ou d'un petit bâtiment est détruit. Il est de forme carrée et à l'intérieur est écrit alternativement un H en jaune (missiles simples partant vers le haut, avec une grande puissance de destruction) ou un M en vert (missiles à tête chercheuse, faibles mais capable d'aller chercher n'importe quel ennemi). Comme pour le tir principal, il permet soit de faire évoluer la puissance de l'arme secondaire si elle n'est pas au maximum, soit de changer son type sans augmenter sa puissance. Cet item est plus rare, puisque l'arme secondaire a moins de niveaux de puissance.

- Le bonus triangulaire avec un B en son centre, ajoute une bombe. Le joueur peut emmener jusqu'à 6 bombes.

- Le bonus de forme carrée sur lequel est écrit P, de couleur alternativement bleue ou rouge, offre immédiatement le niveau maximum de l'arme possédée. Il n'est que très rarement lâché en jeu ; en général, il n'apparaît que lorsqu'un vaisseau du joueur possédant l'arme à puissance maximale est détruit. Il apparaît aussi assez fréquemment lorsqu'un joueur perd sa dernière vie, pour l'inciter à remettre de l'argent dans la borne d'arcade et à continuer la mission immédiatement avec un niveau de puissance élevé.

Pour tous les items, si le niveau maximum est déjà atteint quand l'item est récupéré, le score augmente de 5000 points.
- Le Miclus, une sorte de dinosaure bleu, la mascotte de Seibu Kaihatsu, vaut 3 000 points.

À la fin du niveau, sont comptabilisées le nombre de bombes restantes et le nombre de médailles collectés. Ces deux valeurs sont multipliées entre elle, puis par 1000 et le total est rajouté à votre score.

### Ennemis
Les ennemis arrivent, soit au sol de manière désordonnée, ou par escadrilles dans les airs composés de quelques vaisseaux. Les boss de fin de niveaux sont le plus souvent au sol et de taille imposante, presque aussi large que l'écran.

### Missions
Niveau 1
Le premier niveau se situe en campagne. Les ennemis peuvent venir du ciel, depuis le haut de l'écran, sous forme de vaisseaux de tailles diverses, au sol, dans des petits bâtiments ou des caches souterraines se dévoilant. À la fin du niveau, deux tanks montés sur rails jouent le rôle de boss de fin de niveau.
Niveau 2
Le deuxième niveau se passe de la ville, c'est une sorte de banlieue, le joueur survole des sortes de jardins, passant par-dessus des échangeurs d'autoroutes et des ponts et des voies de chemins de fer et survole des bâtiments. S'y trouvent de nouveaux véhicules à détruire, notamment des trains et des bateaux. Le boss de fin de niveau est un gros avion, dont des parties de ses ailes se détachent régulièrement pour former des escadrilles successives d'ennemis, chaque morceau formant un avion à détruire.
Niveau 3
Le niveau 3 ressort de la ville par le port et se déroule au-dessus de l'eau, du début à la fin. En plus des ennemis déjà connus, il faut lutter contre une panoplie de bateaux et aussi détruire des grues portuaires transformées en canon. Le boss de fin de niveau est un porte-avion, dont la tour centrale se détache pour constituer un navire plus petit mais sur-armé.
Niveau 4
L'action se déroule dans une zone mixte jungle/eau et bunker. Le boss de fin est constitué de 3 gros cubes à détruire.
Niveau 5
Pour finir le niveau 5, il faudra traverser une sorte de base composée de divers hangars d'où les ennemis surgissent et équipée d'un réseau ferré. Le boss final est un gros tank qui possède également deux modules auxiliaires à détruire. Après l'avoir vaincu, Raiden monte en altitude pour faire une escale sur son vaisseau porte-avion endommagé, puis s'envole vers l'espace.
Niveau 6
Raiden doit, dès le début du niveau (et vers la fin également), se frayer un chemin à travers un champ de météorites. Le niveau 6 est une planète au sol aride. De nouveaux vaisseaux apparaissent, les ennemis sortent aussi au niveau du sol depuis des cavernes. Avant de quitter la planète, il faut vaincre les deux boss en forme de statue (sorte de Sphinx).
Niveau 7
Le niveau 7 se déroule dans l'espace, au-dessus d'une structure tubulaire équipée de plates-formes où circulent des petits canons. Au-dessus, il faut venir à bout de tout ce qui vole pour atteindre la dernière plate-forme, qui se détache pour constituer le boss de fin de niveau.
Niveau 8
Le dernier niveau est une sorte de base spatiale, construite sur un astéroïde, qu'il faudra traverser pour aller détruire le boss final, un tank très cubique, monté sur rails. Après la destruction du dernier boss, le joueur reçoit un million de points.
Une fois fini, le jeu reprend au premier niveau, avec des ennemis plus forts et plus rapides.